# Hesperoburhinus
Genre
Hesperoburhinus est un genre américain de limicoles de la famille des Burhinidae.

## Liste des espèces
D'après la classification de référence (version 14.1, 2024)de l'Union internationale des ornithologues (ordre philogénique) :
- Hesperoburhinus bistriatus (Wagler, 1829) – Œdicnème bistrié
- Hesperoburhinus superciliaris (Tschudi, 1843) – Œdicnème du Pérou

## Classification
Le genre Hesperoburhinus a été créé en 2023 par David Černý (d), Paul van Els (d), Rossy Natale (d) et Steven M. S. Gregory (d),.

### Étymologie
Le nom générique, Genre, est la combinaison du grec ancien ἕσπερος, hésperos, « de l'Ouest », en référence au fait que les membres de ce genre se rencontrent exclusivement dans l'hémisphère occidental, et du genre Burhinus auquel étaient précédemment rattachées les deux espèces concernées.

### Publication originale
- (en) David Černý, Paul van Els, Rossy Natale et Steven M. S. Gregory, « A new genus-group name for Burhinus bistriatus (Wagler, 1829) and Burhinus superciliaris (Tschudi, 1843) », Avian Systematics, vol. 1, no 3,‎ mai 2023, p. 31-43 (ISSN 2051-4441, lire en ligne).